# Kristian Middelboe
Kristian Middelboe (Brunnby, 24 de março de 1881 - 20 de maio de 1965) foi um futebolista dinamarquês, medalhista olímpico.
Kristian Middelboe competiu nos Jogos Olímpicos de Verão de 1908 em Londres. Ele ganhou a medalha de prata.